# Вакулово (Днепропетровская область)
Вакулово (укр. Вакулове, до 2016 года — Жовтневое, укр. Жовтневе) — село, Вакуловская сельская община,
Софиевский район,
Днепропетровская область,
Украина.
Код КОАТУУ — 1225283301. Население по переписи 2001 года составляло 1338 человек.
Является административным центром Вакуловской объединённой территориальной общины (бывш. Жовтневого сельского совета), в который, кроме того, входят сёла
Калашники,
Дачное,
Марьевка,
Павловка,
Петропавловка,
Садовое,
Украинка,
Авдотьевка и ликвидированное село
Поддубное.

## Географическое положение
Село Вакулово находится в 1,5 км от левого берега реки Жёлтенькая, на расстоянии в 3 км от сёл Авдотьевка, Новоподольское, Нововасилевка и Украинка.
По селу протекает пересыхающий ручей с запрудой.
Через село проходит автомобильная дорога Т-0419.

## История
Село основано в 1924 году и до 1931 года называлось Чемеринское (в честь белорусского революционера В. С. Чемеринского, погибшего в годы Гражданской войны), 04.02.1931 — август 1941 — Сталиндорф, во время оккупации — Фризендорф, в 1944—1961 — Сталинское, затем Жовтневое. В 1931—1941 годах село было центром Сталиндорфского еврейского национального района, а после освобождения и переименования села — центром Сталинского района. В 1961 году районный центр был перенесен в Софиевку.
Доля евреев по переписи населения 1939 года составляла 47,7 % (748 чел.). Выпускалась газета «Сталиндорфер эмес», работали еврейские школы, в 1931 году в Сталиндорфе был организован колхозный райтеатр. В некоторых районных учреждениях (райисполком, милиция, суд, прокуратура) делопроизводство частично велось на идиш. В 1937—1938 годах большинство еврейских школ было преобразовано в русские и украинские.
В 1941—1943 годах евреи Сталиндорфа и всего района, не успевшие эвакуироваться, были уничтожены немцами (при участии местного населения). Согласно акту районной комиссии по расследованию нацистских злодеяний (от 16 июля 1944 года), составленному для Чрезвычайной государственной комиссии, в Сталиндорфском районе в период оккупации были расстреляны 3911 евреев.
В рамках декоммунизации переименовано в 2016 году в Вакулово по Вакуловской балке (согласно картам XIX в.), которая проходит от села Вакулово в сторону села Явдоховка

## Экономика
- ООО «Євромонолит».

## Объекты социальной сферы
- Школа.
- Учебно-реабилитационный центр (Школа-интернат).
- Детский сад.
- Амбулатория.
- Дом культуры.